# Зрив башти

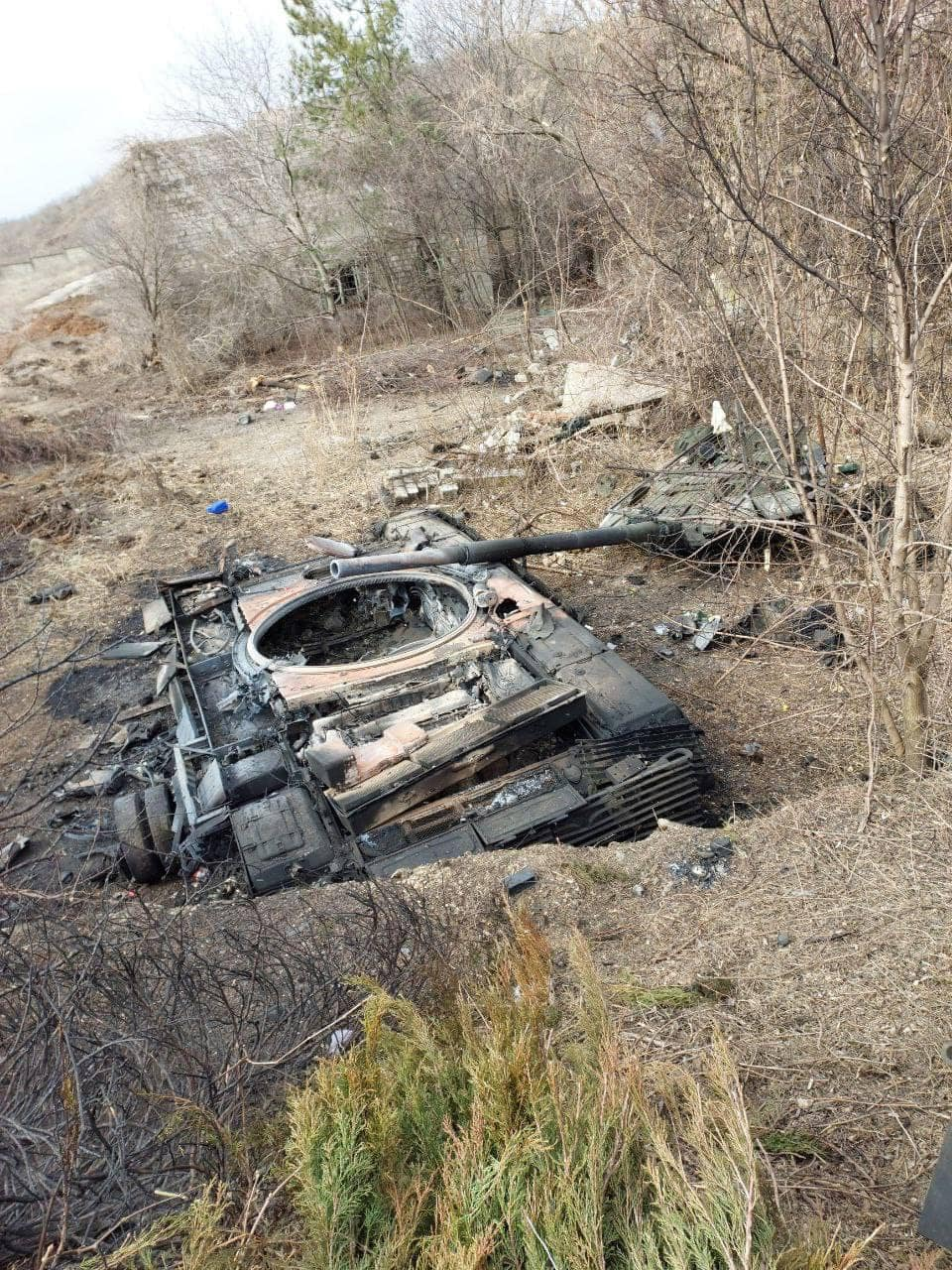
Російський Т-72Б3, знищений українськими бійцями в битві за Маріуполь, 2022 рік

Зрив башти — ефект, що полягає в зриві башти танка (або іншої бронетехніки) з погонів і відкидання її від корпусу, що відбувається внаслідок катастрофічної детонації боєкомплекту. Зрив башти означає повне знищення техніки.
Англійською мовою називається Jack-in-the-box effect («ефект Джека-стрибунця») за назвою дитячої іграшки Джек-стрибунець, де з коробки несподівано вискакує фігурка.

## Механіка
Коли бронебійний або кумулятивний снаряд влучає у корпус бронетехніки з баштою, а особливо у боєприпаси, утворюється ударна хвиля або виділяється велика кількість тепла і утворюється високий тиск, які можуть викликати передчасний вибух або детонацію танкових снарядів і метальних зарядів. Це викликає великий та миттєвий надлишковий тиск у замкненому приміщенні, поки він не знаходить вихід через слабку точку в броньованому відсіку, зазвичай погон башти, зриваючи башту з шасі.
Таке зазвичай відбувається у «закритих» танках (тобто коли всі люки закриті) і на тих, де боєкомплект зберігається всередині й без мембранних панелей у відсіку зберігання боєкомплекту. Танки часів Другої світової війни частіше втрачали башти таким чином, через недосконалу конструкцію (більшість розробників тоді не усвідомлювали того, що потрібно відокремлювати сховища боєкомплекту від бойового відділення). Також більшість танків того часу мала бензинові двигуни, що давало ще більше можливостей для виникнення надлишкового тиску навіть при влучанні в корпус, через те, що бензин більш леткий і вогненебезпечний, ніж дизельне пальне.

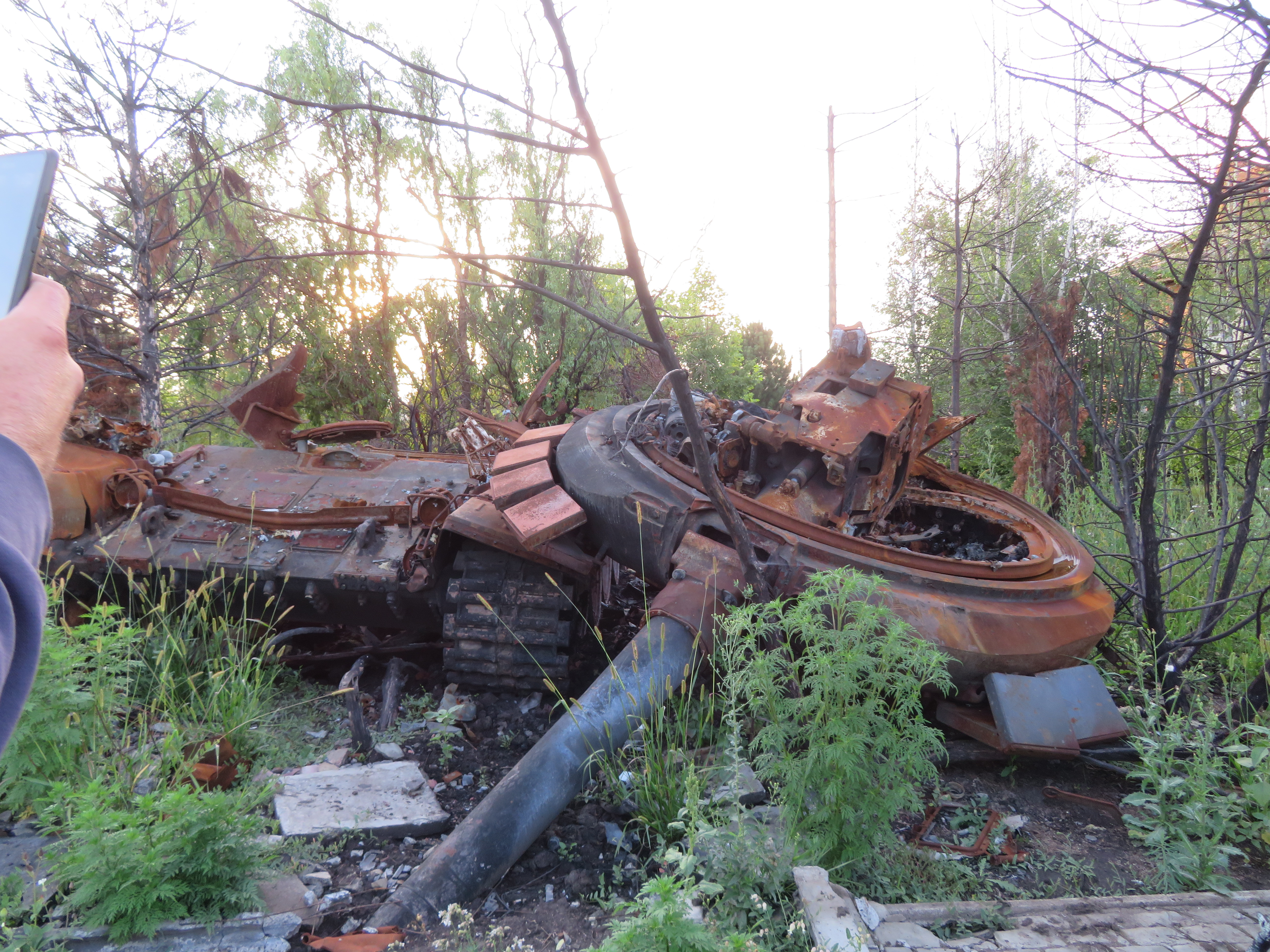
Знищенний російський Т-72Б3 з відірванною баштою. Харківська область, травень 2022 р.

Найбільш схильними до катастрофічної детонації боєкомплекту схильні танки радянського зразка. Радянські (і російські) танки використовують карусельний автомат заряджання, який зберігає боєприпаси в кільці навколо внутрішньої частини башти поруч з екіпажем. Це зменшує розмір і вагу автомата заряджання і дозволяє завантажити більше боєприпасів. Однак будь-яке ураження, яке проникає і влучає в карусель з боєприпасами, ймовірно, спричинить вибух і повну втрату екіпажу та транспортного засобу. Новіші російські танки, такі як Т-90М «Прорив», також вразливі до цього ефекту. 
Більшість танків західного зразка (наприклад, M1 Abrams, Leopard 2, Challenger 2 та Leclerc) мають особливу конструкцію відсіку з боєприпасами — при ураженні відкриваються отвори, які викидають метальні заряди та вибухові речовини, які палають далі від башти. Неушкоджений екіпаж може потім відігнати танк до ремонтних майстерень або принаймні втекти зі знищеного танка.
Під час турецької інтервенції в Сирії в січні 2017 року було опубліковано зображення та відео кількох повністю знищених Leopard 2A4, деякі з яких із відірваними баштами. Ефект зриву башти міг бути спричинений особливістю конструкції Leopard, оскільки не всі боєприпаси зберігалися у відсіках із вишибними панелями.